# Nürnberger Versicherung
Nürnberger Versicherung (UCI-teamcode: NUR) was een Duitse wielerploeg voor vrouwen, die tussen 1999 en 2010 deel uitmaakte van het peloton. In het laatste seizoen heette het team Noris Cycling.
Bij de ploeg reden bekende Duitse rensters als Trixi Worrack, Lisa Brennauer, Judith Arndt, Hanka Kupfernagel en Claudia Häusler, maar ook buitenlandse rensters als Amber Neben, Edita Pučinskaitė, Olga Zabelinskaya, Oenone Wood en de Nederlandse Suzanne de Goede. In 2004 en 2005 was de ploeg de beste van de wereld. In 2007 werd de Giro Donne gewonnen, in 2003 en 2004 de Tour de l'Aude en in 2004 en 2005 het wereldkampioenschap op de weg.

## Renners

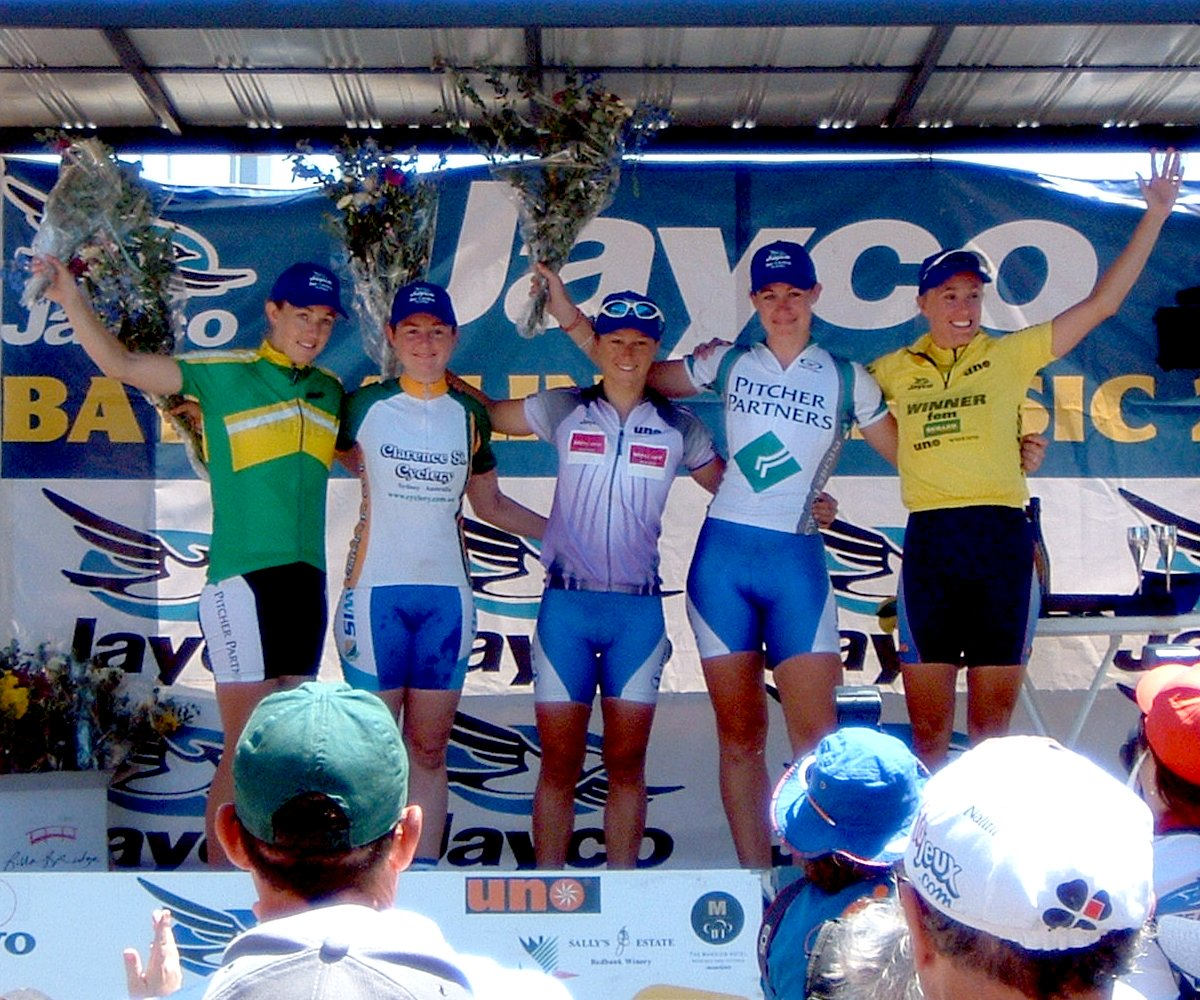
Oenone Wood in 2006

Bekende renners
| Naam              | Geboortedatum | Nationaliteit    | Jaren     |
| ----------------- | ------------- | ---------------- | --------- |
| Judith Arndt      | 23-07-1976    | Duitsland        | 2003-2005 |
| Charlotte Becker  | 19-05-1983    | Duitsland        | 2007-2009 |
| Lisa Brennauer    | 08-06-1988    | Duitsland        | 2009      |
| Suzanne de Goede  | 16-04-1984    | Nederland        | 2008-2009 |
| Claudia Häusler   | 17-11-1985    | Duitsland        | 2006-2008 |
| Romy Kasper       | 05-05-1988    | Duitsland        | 2008-2010 |
| Hanka Kupfernagel | 19-03-1974    | Duitsland        | 2002-2003 |
| Amber Neben       | 18-02-1975    | Verenigde Staten | 2009      |
| Stephanie Pohl    | 21-10-1987    | Duitsland        | 2009-2010 |
| Edita Pučinskaitė | 27-11-1975    | Litouwen         | 2007-2008 |
| Madeleine Sandig  | 12-08-1983    | Duitsland        | 2009-2010 |
| Regina Schleicher | 21-03-1974    | Duitsland        | 2005-2008 |
| Trixi Worrack     | 28-09-1981    | Duitsland        | 2003-2010 |
| Oenone Wood       | 24-09-1980    | Australië        | 2005-2006 |
| Olga Zabelinskaya | 10-05-1980    | Rusland          | 2004      |

## Overwinningen
2003
Eindklassement Tour de l'Aude, Judith Arndt
Chrono Champenois, Hanka Kupfernagel
2004
Eindklassement Tour de l'Aude, Trixi Worrack
Eindklassement Giro del Trentino, Tina Liebig
Giro di Toscana, Trixi Worrack
2005
Primavera Rosa, Trixi Worrack
Eindklassement Gracia Orlová, Judith Arndt
Eindklassement Geelong Tour, Oenone Wood
Eindklassetent Vuelta a Castilla y León, Judith Arndt
2006
Trofeo Alfredo Binda, Regina Schleicher
2007
Eindklassement Giro Donne, Edita Pučinskaitė
Eindklassement Giro del Trentino, Edita Pučinskaitė
Emakumeen Saria, Edita Pučinskaitė
2008
Sparkassen Giro, Suzanne de Goede
Holland Hills Classic, Larissa Kleinmann
Eindklassement Holland Ladies Tour, Charlotte Becker
2009
Eindklassement Gracia Orlová, Trixi Worrack
Omloop het Nieuwsblad, Suzanne de Goede

## Kampioenschappen
2004
 Wereldkampioen op de weg, Judith Arndt
2005
 Wereldkampioen op de weg, Regina Schleicher